# سیارک ۲۵۱۸۲
سیارک ۲۵۱۸۲ (به انگلیسی: 25182 Siddhawan، نامگذاری:1998ST110) بیست و پنج هزار و صد و هشتاد و دومین سیارک کشف شده‌است که در ۲۶ سپتامبر ۱۹۹۸ کشف شد.
قدر مطلق سیارک برابر ۱۸.۶ است.